# Административный округ Брюссель-Столица
Административный округ Брюссель-Столица — единственный административный округ Брюссельского столичного региона, столица — Брюссель. В состав административного округа входят 19 коммун. Единственный в Бельгии административный округ, не являющийся частью провинции.

## История
Округ был впервые создан в 1800, как часть французского департамента Диль. В 1963 при установлении языковой границы округ был разделён на три части: административный округ Брюссель-Столица, в который вошли 19 коммун Брюсселя, административный округ Халле-Вилворде и административный округ Брюссель-Периферия. Последний в 1971 году был расформирован и входившие в него коммуны стали частью округа Халле-Вилворде.

## Население
Следующий график показывает изменение населения округа (в тысячах жителей).
- Источник: NIS — Прим.: 1963 — кол-во жителей на 31 декабря; 1970 — по результатам переписи; начиная с 1980 — кол-во жителей на 1 января